# Wiktor Maciuk
Wiktor Mykołajowycz Maciuk, ukr. Віктор Миколайович Мацюк (ur. 7 maja 1975 w obwodzie wołyńskim) – ukraiński piłkarz grający na pozycji napastnika.

## Kariera piłkarska

### Kariera klubowa
W 1994 rozpoczął karierę piłkarską w amatorskim klubie Silmasz Kowel, skąd latem 1995 przeszedł do Skały Stryj. Na początku 1996 został piłkarzem Podilla Chmielnicki. W lipcu 1999 został zaproszony do Szachtara Donieck, w składzie 16 lipca 1999 roku debiutował w Wyszczej Lidze. Potem występował w klubach Metałurh Donieck i Maszynobudiwnyk Drużkiwka. Latem 2001 powrócił do domu, gdzie bronił barw amatorskiego zespołu Kowel-Wołyń Kowel. Na początku 2002 podpisał kontrakt z Wołynią Łuck, skąd latem 2003 przeniósł się do Zakarpattia Użhorod. Latem 2005 zasilił skład Obołoni Kijów, a podczas przerwy zimowej sezonu 2005/06 przeniósł się do Spartaka Sumy. Potem występował w amatorskich zespołach na Wołyniu, m.in. ODEK Orżew, Karpaty Kamionka Bużańska, Buran-Nehabaryt Kowel, w którym zakończył karierę piłkarską.

## Sukcesy i odznaczenia

### Sukcesy klubowe
- wicemistrz Ukrainy: 2000
- mistrz Ukraińskiej Pierwszej Lihi: 2004